# Vol BOAC 781
Le vol BOAC 781 était un vol entre Rome et Londres, victime d'un accident le 10 janvier 1954. L'appareil, un de Havilland Comet avait en premier lieu décollé de Singapour pour faire escale à Rome. Sa destination finale était Londres. Le voyage avait déjà pris une journée de retard : en effet, le Comet connut des problèmes techniques à Rome, ce qui remit au lendemain le vol vers la capitale britannique. L'avion subit une décompression explosive, au-dessus de la mer Méditerranée (près de l'île d'Elbe), ce qui tua les 35 personnes à bord. Trois mois plus tard, un autre de Havilland Comet (Vol 201 South African Airways) connut le même sort.

## Contexte
Le de Havilland Comet, appareil britannique, est historiquement le premier avion commercial propulsé par des turboréacteurs.

## Enquête et causes de l'accident
Le 10 janvier 1954, le Comet subit une décompression explosive. De fait, une partie du fuselage (dans ce cas précis, une section du toit du Comet 1) s'est retrouvée propulsée à l'extérieur de l'appareil. Tout l'arrière de l'avion se détacha d'un bloc, ainsi que son nez, et s'abîma en mer. Des chalutiers italiens, témoins du drame, entendirent « un bruit de tonnerre comme jamais ils ne l'avaient entendu jusque-là » et virent de volumineux monceaux de débris tombant du ciel plonger à pleine vitesse dans la mer. Des pièces de l'épave furent récupérées durant les mois suivants, dont le toit de la cabine. Les enquêteurs du RAE (Royal Aircraft Establishment) établirent que l'avion avait explosé du fait de la fatigue du métal et que tout donnait à croire qu'il en avait été de même pour l'autre Comet disparu dans la baie de Naples le 8 avril de la même année.
Le Comet est resté tristement célèbre pour cette série d'accidents en plein vol qui a mis en évidence le phénomène de fatigue des structures dans l'aéronautique. En raison de son plafond de croisière élevé et de sa cabine pressurisée, le fuselage était soumis à des efforts cycliques particulièrement propices à la propagation des fissures.
Le Comet ne put se remettre de son interruption de service commercial causée par des problèmes de fatigue de la structure sur la version Comet 1, laissant ainsi le champ libre au Boeing 707, et Douglas DC-8 ou encore au Tupolev Tu-104 dans le bloc soviétique. Enfin, les Boeing 707 et Douglas DC-8 disposaient d'un plus grand rayon d'action (limitant les escales), ainsi que d'une cabine mieux aménagée. Les deux constructeurs américains ont ainsi pu occuper une place majeure sur le marché de l'aviation de ligne à réaction, en ne laissant qu'une part mineure à l'avionneur russe Tupolev.

## Documentaires télévisés
- Épisode hors-série de la 6e saison de Mayday : Alerte maximum / Air Crash.
- Crash d'un jet, 14e épisode de la 3e saison de La Minute de vérité produit par National Geographic Channel .